# Hurlements (jeu vidéo)
Pour les articles homonymes, voir Hurlements.
Hurlements est un jeu d'aventure développé par Yannick Cadin et édité par Ubi Soft en 1988 sur Amstrad CPC et sur PC (DOS).

## Trame
Une malédiction millénaire a transformé des hommes en monstres affamés de chair humaine. Ils errent sous l'apparence de loups dans les bois, mais n'hésitent pas à pénétrer les habitations. Un jeune homme appelé Kane et sa copine Lorry Vixen âgée de 20 ans, partent à la recherche de lingots d'or dérobés huit ans auparavant et cachés jusque-là. Kane vient de sortir de prison, et un détenu lui a indiqué où sont situés les lingots. Ainsi, il entraine Lorry dans l'aventure, dans un secteur éloigné de Seattle.

## Système de jeu
Hurlements est un jeu d'aventure affiché dans une vue à la première personne. Le joueur dirige deux personnages.

## Développement
Hurlements est édité par Ubi Soft. Il reprend le moteur de jeu de Zombi, premier jeu développé par Ubi Soft. C'est Yannick Cadin qui est à la réalisation et à la programmation et Frédéric Spirin officie en tant que graphiste. Cadin s'inspire de l'ambiance du film Hurlements qu'il vient de voir, pour créer celle du jeu.

## Accueil
Hurlements reçoit un accueil globalement mitigé, bien qu'il reste positif.
Selon Patrick Hellio, auteur de l'ouvrage L'Histoire du point 'n click, Hurlements est moins mémorable que Zombi, mais « n'en est pas moins savoureux ».

## Postérité
En 1989, Hurlements est publié dans la compilation 10 Mega Hits sur PC, avec Game Over II, Le Maître des âmes, Le Nécromancien, Megawatt, Playhouse Strip Poker, Starlord, Tetris, The Enforcer, et Zombi. Cette année-là, il est également réédité dans la compilation Master Collection aux côtés des jeux Football Manager 2, Hotshot, et Marble Madness, sur PC (DOS), Amiga, et Atari ST.
Un bel hommage a été rendu avec le développement d'un remake officieux (par rétro-ingénierie) qui a vu le jour au début des années 2010.